# ویکتور گرابوفسکی
ویکتور گرابوفسکی (اوکراینی: Віктор Никанорович Грабовський؛ زادهٔ ۷ نوامبر ۱۹۴۲) زبان‌شناس، روزنامه‌نگار، شاعر، منتقد ادبی، و مترجم اهل اتحاد جماهیر شوروی سوسیالیستی است.